# 竹野郡 (福岡縣)
竹野郡（日语：／ Takeno gun */?）是過去位于日本福岡縣的郡，已於1896年2月26日與生葉郡合併為浮羽郡。
當時管轄的大部分町村在經過多次合併後，多數地區已久留米市，少部分地區則被併入浮羽市。

## 歷史
- 1889年4月1日：實施町村制，竹野郡下設：田主丸町、水分村、川會村、柴刈村、水繩村、竹野村、船越村。
- 1896年2月26日：與生葉郡合併為浮羽郡。